# N'Diaye Fatoumata Coulibaly
Pour les articles homonymes, voir Coulibaly.
N’Diaye Fatoumata Coulibaly, née le 17 avril 1954 et morte le 18 juillet 2010 à Bamako, est une femme politique malienne. Elle a été ministre des Affaires sociales du pays de 2002 à 2004.

## Biographie
Fatoumata Coulibaly a obtenu une maîtrise en psychologie à l'École normale supérieure de Bamako. Elle travaille comme chercheuse dans différents projets liés à la pédagogie et à l'éducation. 
Elle fait partie de la direction du BDIA Faso Jigui qui soutient Amadou Toumani Touré lors de l'élection présidentielle malienne de 2002. Après la victoire d'ATT, elle devient ministre du développement social, de la solidarité et des personnes âgées dans le gouvernement Ahmed Mohamed ag Hamani, jusqu'en 2004.